# لانگ آیلند سیتی
لانگ آیلند سیتی (به انگلیسی: Long Island City) یک منطقهٔ مسکونی در ایالات متحده آمریکا است که در نیویورک واقع شده‌است. لانگ آیلند سیتی ۶۸٬۱۱۷ نفر جمعیت دارد.